# Southminster
Southminster – miasto i civil parish w Anglii, w hrabstwie Essex, w dystrykcie Maldon. Leży 26 km na wschód od miasta Chelmsford i 69 km na wschód od Londynu. W 2011 roku civil parish liczyła 4272 mieszkańców. Southminster jest wspomniana w Domesday Book (1086) jako Sudmunstra.